# Alstra byggforum
Kvinnors Byggforum är en förening för kvinnor i byggbranschen med fokus på jämställdhet, jämlikhet, makt- och normkritik i plan- bygg- och förvaltningsfrågor. Föreningen är partipolitiskt obunden och grundades 1980.
Kvinnors Byggforum startade på SAR 1980 av flera kvinnliga arkitekter. Byggbranschen var mansdominerad och föreningen ville framhäva att kvinnor har mer erfarenhet av boende- och samhällsfrågor och därför har en annan syn på att byggandet och stadsplaneringen. Arkitekt Charlotte Holst f d Rapp var ordförande de första två åren.

## Historia
På utställningen Boplats 80 i Kungsträdgården medverkade en grupp kvinnliga arkitekter med en egen fullskalemodell föreställande gemensamma boytor: entré, trapphus och verkstad. Efter utställningen bildade dessa föreningen Kvinnors Byggforum och i januari 1982 gav de ut sitt manifest ”Det gäller vårt liv”, där man uppmanade svenska arkitekter att ta hänsyn till jämställdhet mellan könen och skapa ett bättre vardagsliv.
Nästa utställningsmedverkan skedde på bostadsutställningen Bo85 i Upplands Väsby. Föreningen byggde upp en trerumslägenhet i ett av Riksbyggens utställningshus.Föreningen har också deltagit i Kvinnor Kan- mässor. 
2021 ändrade Kvinnors Byggforum under stora protester från äldre medlemmar namn till Alstra byggforum. 
Under senaste åren har Kvinnors Byggforum engagerat sig och samarbetat med andra ideella organisationer i frågor som rör:
- bostadspolitik  och arrangerat med 30-tal organisationer Bostadsvrålet
- lönegapet och feministisk stadsplanering, genom att ordna workshops, seminarier mm. 
- #sistaspikenikistan som var en del av #metoo rörelse.
Utställningar Kvinnors Byggforum har delat ut Ris- och ros pris i samband med bostadsutställningar. Rospris till goda exempel och sitt Rispris till dåliga exempel på utställningen. Juryns bedömningar sker i linje med föreningens målsättning.